# Steve van Dorpel

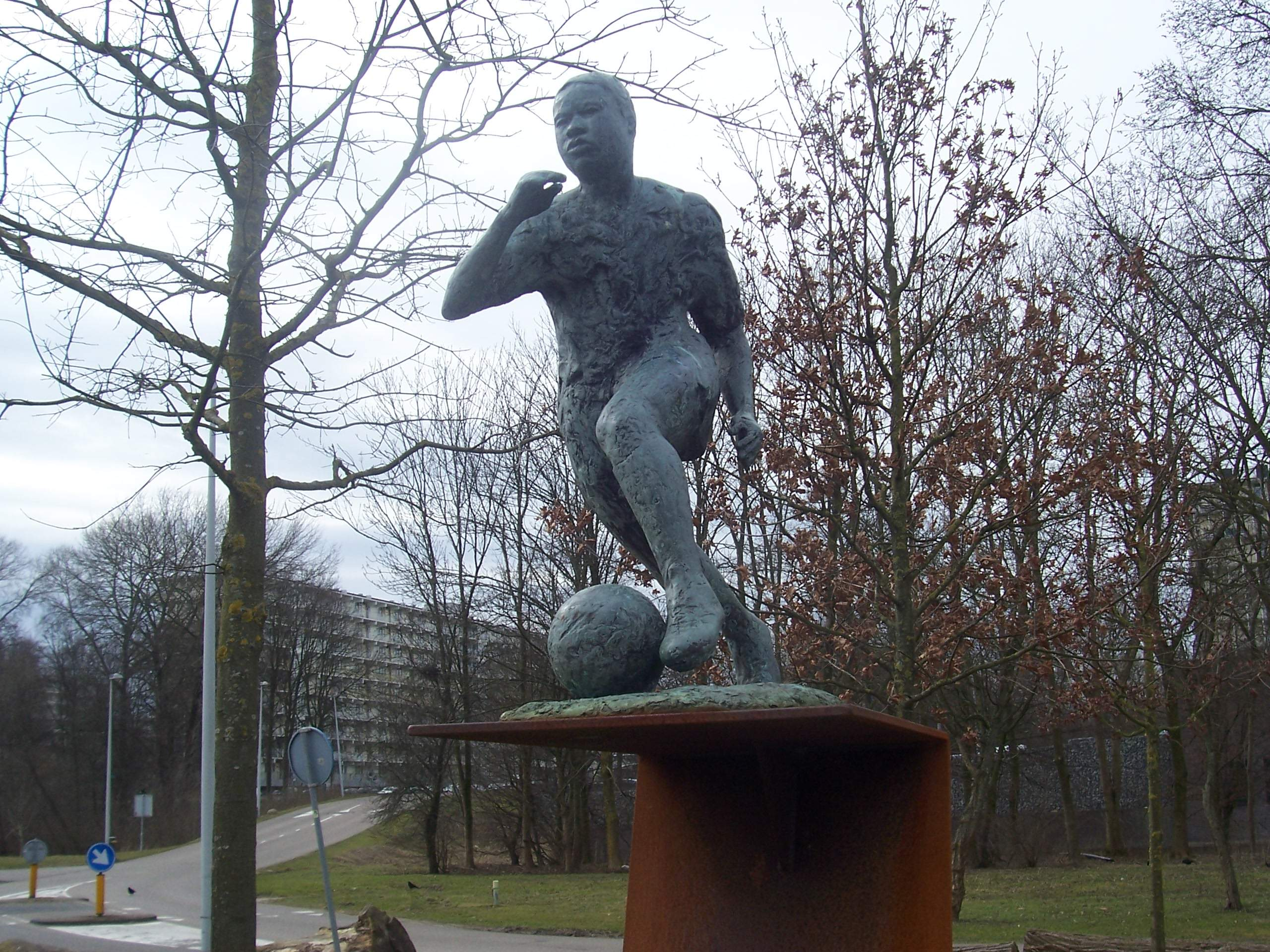
Steve van Dorpel 1965-1989.

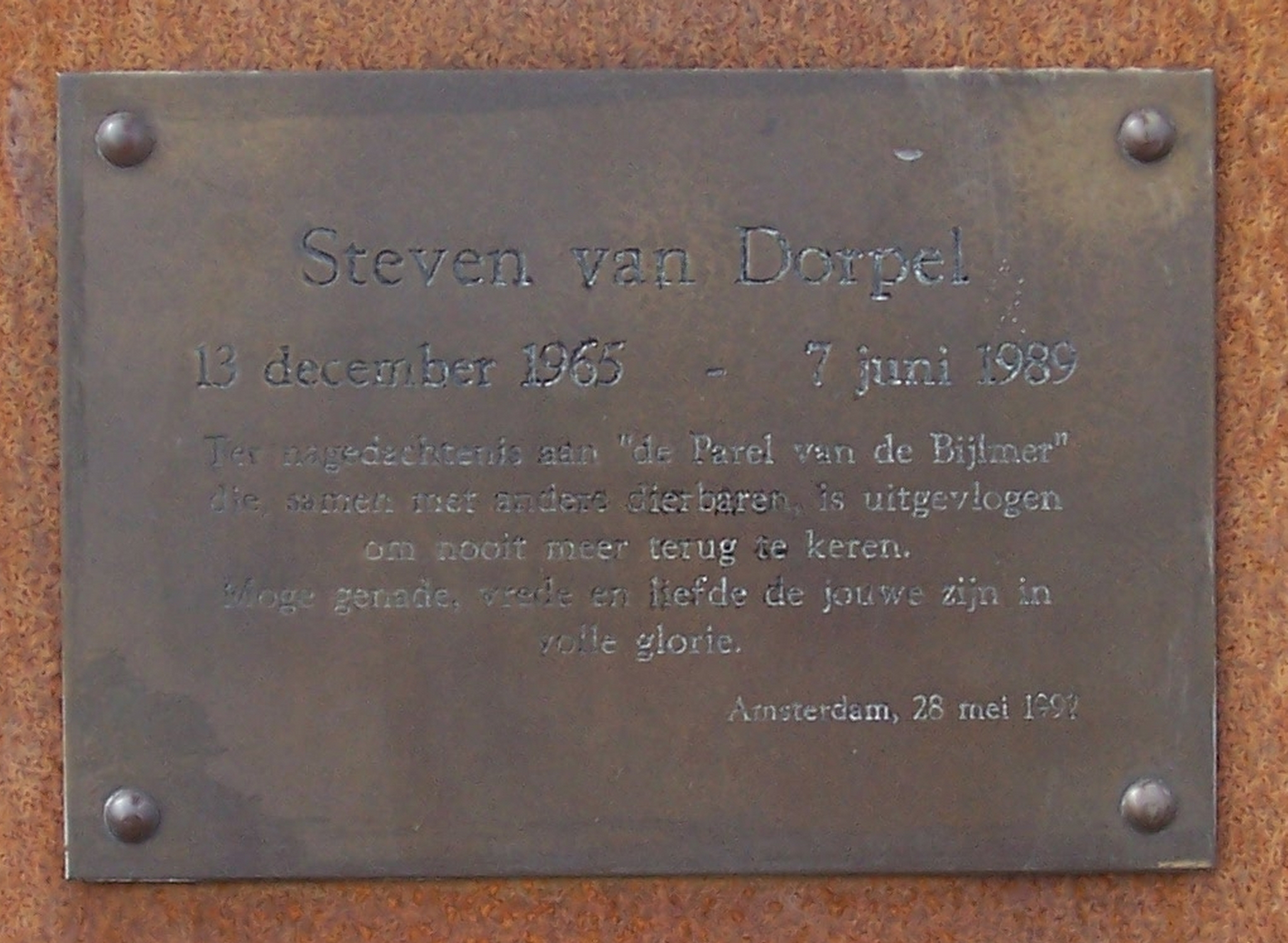
Ingezoomde versie van tekstplaat bij bronzen beeld van Steve van Dorpel.

Stephen Ceciel (Steve/Steven) van Dorpel (Amsterdam, 13 december, 1965 - bij Zanderij, 7 juni 1989) was een Surinaams-Nederlandse voetballer.
Hij volgde de middelbare school aan het Augustinus College in Amsterdam-Zuidoost. Van Dorpel begon zijn loopbaan als voetballer op het middenveld bij de voetbalafdeling van SV Bijlmer dat onder leiding stond van zijn oom Emile Esajas. In 1985 vertrok hij naar FC Volendam.
Hij was vrij stevig (1.85 m, 82 kg) voor een voetballer. Hij speelde tot zijn dood, op 23-jarige leeftijd, bij die club. Hij kreeg de bijnaam: "De parel van de Bijlmer", waar hij woonde. Hij was een begenadigd voetballer en ten tijde van de vliegtuigramp stond Steve dan ook op het punt een contract te tekenen bij het Roda JC van Jan Reker, toen een hoog genoteerde voetbalclub in de eredivisie (top 5). De transfer ketste af omdat er geen gelimiteerd bedrag in zijn contract stond. FC Volendam vroeg derhalve 750.000 gulden; Van Dorpel stond nog een jaar onder contract. In 1989 kwam hij om toen het vliegtuig verongelukte waarmee hij voor het Kleurrijk Elftal naar Suriname vloog.
Stadionspeaker Pé Mühren vertelde ooit van het oud-Volendamse gezegde: 'Wie van buiten het derde schut (buitenste hekwerk rond de weilanden van Volendam) komt, moet wel van heel goede huize komen om het in Volendam te maken.' Dat overkwam Steve ook. Steve stond ook op het punt zijn naam te veranderen naar Esajas wat de naam is van zijn moeder.
Zijn vader had hij nog nooit eerder gezien en hij zou hem voor het eerst ontmoeten in Suriname. Veel had hij dus niet op met de naam van Dorpel. Hij kon bij Volendam heel goed overweg met Wim Jonk die zelfs bij de Van Dorpels in de Bijlmer kwam eten en slapen. Er is ter nagedachtenis aan Steve een standbeeld opgericht gemaakt door Nelson Carrilho. Het staat sinds 2010 bij de noordelijke toegang naar het Nelson Mandelapark, richting de ingang van voetbalclub Zuidoost United. Bij het Kras Stadion in Volendam is ook 'de Steve van Dorpel Hal' naar hem vernoemd. In december 2010 besloot het stadsdeel Amsterdam-Oost op het Zeeburgereiland een straat naar Van Dorpel te vernoemen: Steve van Dorpelpad. Het pad kruist de Faas Wilkesstraat, vernoemd naar voetballer Faas Wilkes.
Hij werd begraven op De Nieuwe Ooster, waarbij zijn graf werd afgedekt met een grasmat in de vorm van een voetbalveldje.